# Nacional Fast Clube
El Nacional Fast Clube comúnmente referido como Fast Clube o Fast es un club de fútbol de la ciudad de Manaos, capital del estado de Amazonas en Brasil. El club fue fundado el 8 de julio de 1930.

## Historia
El Nacional Fast Clube fue fundado el 8 de julio de 1930, por exmiembros del Nacional Futebol Clube descontentos con el manejo del club, entre ellos el expresidente y uno de los fundadores del Nacional FC, Vivaldo Lima.
En el fútbol profesional el Fast Clube destaca por haber obtenido en seis oportunidades el título del Campeonato Amazonense, y haber participado en 3 ediciones del Campeonato Brasileño de Serie A en 1977, 1978 y 1979. Por Copa do Brasil ha estado presente en los años 2007, 2008, 2009, 2011 y 2013.
En el Campeonato Brasileño de Serie A de 1977 el equipo finalizó en la 24ª posición, por delante de grandes clubes como el Internacional y el Fluminense.
El 9 de marzo de 1980 enfrentó en partido de exhibición al afamado club New York Cosmos de Carlos Alberto Torres, Franz Beckenbauer y Giorgio Chinaglia, el encuentro disputado en el estadio Vivaldão tuvo una asistencia de 56.950 personas, que fue la mayor asistencia al estadio antes de que fuera demolido y sustituido por el Arena da Amazônia para la Copa Mundial de la FIFA 2014.

## Estadio
El equipo disputa sus partidos en el Estádio da ULBRA con capacidad para 2.000 personas. En ocasiones manda sus juegos a la Arena da Amazônia con capacidad para 45.000 personas.

## Entrenadores
- Cláudio Marques (noviembre de 2012-marzo de 2013)[5][6]
- Paulo Morgado (marzo de 2013-?)[7]
- Ney Júnior (noviembre de 2014-abril de 2015)[8][9]
- João Carlos Cavalo (abril de 2015-mayo de 2017)[9][10][11]
- Paulo Morgado (diciembre de 2017-2018)[12][13]
- Alberone (septiembre de 2018-diciembre de 2018)[14][15]
- Paulo Morgado (diciembre de 2018-febrero de 2019)[16][17]
- Zé Marco (noviembre de 2021-febrero de 2022)[18][19]
- Alan George (febrero de 2022-abril de 2022)[20][21][4]

## Presidentes
- Ednailson Rozenha (2010-2012)[22]
- Ednailson Rozenha (2012-?)[23]
- Dênis Albuquerque (2018-presente)[3]

## Palmarés
- Campeonato Amazonense: (7)

1948, 1949, 1955, 1960, 1970, 1971, 2016